# Viktor Lampe
Karl Viktor Lampe (* 2. Dezember 1869 in Köslin; † 25. Februar 1932) war ein deutscher Kirchenverwaltungsjurist und Präsident des Landeskirchenamtes Hannover der Evangelisch-lutherischen Landeskirche Hannovers.

## Leben
Geboren als Sohn des damaligen Regierungsrats August Lampe (1825–1906) besuchte Viktor Lampe das Gymnasium in Breslau, Marienwerder, Magdeburg und Hannover, wo er im März 1889 das Abitur am Lyzeum I (das spätere Ratsgymnasium) ablegte. Er studierte Rechtswissenschaften in Tübingen, Berlin, Göttingen und leistete 1889/90 seinen Dienst als Einjährig-Freiwilliger in Tübingen ab. Am 12. November 1892 bestand er das Referendarexamen. Seinen Vorbereitungsdienst absolvierte er am Amtsgericht Coppenbrügge, am Landgericht Göttingen, bei der Staatsanwaltschaft und am Amtsgericht Hannover und beim Oberlandesgericht Celle. Nach der Staatsprüfung, die er in Berlin ablegte, wurde Lampe 1897 Gerichtsassessor im preußischen Justizdienst. Noch im gleichen Jahr wurde er als Hilfsarbeiter zur Beschäftigung beim Konsistorium Hannover beurlaubt und 1900 zum Konsistorialassessor ernannt. 1903 erfolgte seine Versetzung in das Konsistorium nach Kiel, wo er 1905 zum Konsistorialrat avancierte. Ab 1906 leistete er nebenamtlich Aushilfe bei den Geschäften des Universitätskuratoriums in Kiel und vertrat den Kurator in Verhinderungsfällen. 1909 wurde er auch Verwaltungsdirektor der akademischen Heilanstalten in Kiel. In seiner Kieler Zeit veröffentlichte er eine Arbeit über das schleswig-holsteinische Kirchensteuerrecht. Am 1. Februar 1911 wurde er wieder nach Hannover versetzt und übernahm kommissarisch die Stelle eines Oberkonsistorialrats. Nach dem Ersten Weltkrieg war er maßgeblich am Entwurf der neuen Verfassung für die hannoversche Landeskirche beteiligt, die 1922 in Kraft trat. Im Oktober 1924 wurde er zum ersten Präsidenten des Landeskirchenamts ernannt und vertrat die Landeskirche auch auf nationaler und internationaler Ebene, so 1925 als Delegierter auf dem ökumenischen Konzil in Stockholm. Aus gesundheitlichen Gründen trat er mit dem 1. Oktober 1929 in den Ruhestand. Er starb im Februar 1932 und wurde auf dem Neuen St.-Nikolai-Friedhof beigesetzt.

## Schriften
- Die Kirchensteuergesetze der evangelisch-lutherischen Kirche der Provinz Schleswig-Holstein nebst den Ausführungsanweisungen, Preetz 1906